# Яракуй
Яракуй (исп. el Yaracuy) — один из 23 штатов Венесуэлы. Расположен на севере страны и граничит с федеральными штатами Фалькон, Лара, Португеса, Кохедес и Карабобо. Административный центр штата — город Сан-Фелипе. Площадь штата 7 100 км², население — 600 852 человек (2011).
На месте данного штата возник культ Марии Лионсы.

## Муниципалитеты
Штат Яракуй делится на 14 муниципалитетов, которые в сумме состоят из 21 районов (parroquias):
| №  | Муниципалитет                           | Административный центр            |
| -- | --------------------------------------- | --------------------------------- |
| 1  | Аристидес-Бастидас (Arístides Bastidas) | Сан-Пабло (San Pablo)             |
| 2  | Боливар (Bolívar)                       | Ароа (Aroa)                       |
| 3  | Брусуаль (Bruzual)                      | Чивакоа (Chivacoa)                |
| 4  | Кокороте (Cocorote)                     | Кокороте (Cocorote)               |
| 5  | Индепенденсия (Independencia)           | Индепенденсия (Independencia)     |
| 6  | Хосе-Антонио-Паэс (José Antonio Páez)   | Сабана-де-Парра (Sabana de Parra) |
| 7  | Ла-Тринидад (La Trinidad)               | Борауре (Boraure)                 |
| 8  | Мануэль-Монхе (Manuel Monge)            | Юмаре (Yumare)                    |
| 9  | Ниргуа (Nirgua)                         | Ниргуа (Nirgua)                   |
| 10 | Пенья (Peña)                            | Яритагуа (Yaritagua)              |
| 11 | Сан-Фелипе (San Felipe)                 | Сан-Фелипе (San Felipe)           |
| 12 | Сукре (Sucre)                           | Гуама (Guama)                     |
| 13 | Урачиче (Urachiche)                     | Урачиче (Urachiche)               |
| 14 | Вероес (Veroes)                         | Фарриар (Farriar)                 |

## Экономика
Важнейшая отрасль экономики - сельское хозяйство.